# Fondation Terma
Pour les articles homonymes, voir Terma.
La Fondation Terma a été créée par le Dr. Nancy S. Harris en 1993 sous le nom de Tibet Child Nutrition Project (littéralement « Programme de Nutrition des Enfants du Tibet »), en accord avec le gouvernement chinois après deux années de négociation. Cette fondation a mis en place un programme de santé publique visant à améliorer la nutrition, l'éducation et les soins préventif parmi les Tibétains,. Cela inclut l'importation de technologies occidentales à bas coût utilisables tout en visant à respecter les traditions et croyances locales.
Le Dr Harris a envisagé de travailler pour les enfants du Tibet en 1990, après son premier voyage sur place. La fondation est aujourd'hui présente dans toute la région autonome du Tibet ainsi que dans les régions adjacentes de la république populaire de Chine où des Tibétains sont présents. Les membres sont d'origines diverses mais à majorité américaine, tibétaine et chinoise qui travaillent en collaboration avec les autorités sanitaires nationales et locales. À noter que Vitamin Angels, une autre ONG, fournit à Terma des vitamines que celle-ci se charge de redistribuer à la population.
Le Dr Harris et la fondation Terma ont reçu les prix Temple Award for Creative Altruism en 1997, San Mateo County Medical Association Distinguished Service Award en 2003, et World of Children Awards en 2006,.

## Objectifs
- Travailler à la santé et au bien-être des femmes, enfants et personnes âgées qui conservent des valeurs traditionnelles incompatibles avec les challenges actuels;
- Promouvoir une agriculture traditionnelle respectueuse de l'environnement, la consommation de nourriture à teneur élevée en nutriments et la culture d'herbes médicinales tibétaines;
- Soutenir des programmes éducatifs quant à la santé publique, l'hygiène, la littérature, le chant, les arts et des programmes d'échanges internationaux d'étudiants;
- Développer les initiatives microéconomiques au niveau local qui soutiendront le développement des infrastructures;
- Faciliter les relations entre les Tibétains et les autres communautés autochtones au niveau international et sur les questions relatives à la santé, l'éducation et l'environnement.